# Jean-Baptiste Rast de Maupas
Jean-Baptiste Rast de Maupas est un médecin français, né le 28 décembre 1732 à La Voulte (Ardèche) et décédé le 1er juin 1810 à Albigny-sur-Saône (Rhône). Il est également membre de l'Académie des sciences, belles-lettres et arts de Lyon. 

## Biographie
Fils de médecin, il exerce tout d'abord comme docteur en médecine à l'université de Montpellier à partir de 1753, puis est agrégé au collège des médecins de Lyon en 1755, enfin, il devient médecin à l'hôpital de la Charité en 1765. Il lègue sa bibliothèque à la faculté de médecine de Montpellier. Il a été également professeur de botanique à l'école vétérinaire de Lyon. 
Le 28 novembre 1755, il est élu à l'Académie des beaux-arts (alors appelée Société Royale), dans la classe de physique, pour la botanique, puis devient membre de l'académie réunie en 1758, Académie des sciences, belles-lettres et arts de Lyon. Il est l'un des académiciens les plus actifs notamment en médecine mais aussi dans d'autres disciplines comme les antiquités. Il a un rôle important dans les prix académiques.
En 1768, il épouse en premières noces Louise Thérèse Dupont. De cette union naît une fille Simone Monique Thérèse Rast de Maupas (1770 - 1837). Il se remarie en 1782 avec Claudine Dechazelle. 
Il prend sa retraite à Albigny-sur-Saone, où il meurt en 1810.
C'est le frère de Jean-Louis Rast-Maupas.

## Apports à la médecine
En 1756, il propose une nouvelle pharmacopée à Lyon pour remplacer celle de 1674 et tenir compte des nouvelles découvertes en chimie. Il a comme ligne de conduite en médecine de s'attacher aux faits, il se distingue comme l'un des premiers partisans de la médecine anatomo-clinique. Il s'intéresse également à l'hygiène notamment hospitalière et contribuera à l'Encyclopédie, avec l'article Saignée. On peut lui attribuer ce texte grâce à l'étude de sa correspondance avec Gabriel François Venel, une version du manuscrit de cet article « Saignée » est d'ailleurs conservée à l'Académie de Lyon. En effet, Jean-Baptiste Rast de Maupas a un réseau très diversifié et des correspondances notamment avec d'autres auteurs de l’Encyclopédie ou de ses Suppléments, comme Albrecht von Haller.   
Il s'oppose vivement à l'inoculation que défendent Pierre Grassot et Claude Pouteau, pionniers dans ce domaine à Lyon. Lorsque le Parlement de Paris en 1763 prend un arrêté pour surprendre cette pratique, il lit à l'Académie un mémoire en faveur de cet arrêté, intitulé Réflexions sur l'inoculation de la petite vérole, & sur les moyens qu'on pourroit employer pour délivrer l'Europe de cette maladie. À la suite de cette publication, plusieurs auteurs lui écrivent, dont le marquis de Chastellux et David Lettsom, pour lui démontrer que ces arguments sont irrecevables et sans lien avec l'utilisation de cette technique.  

## Publications
L'Académie des sciences, belles-lettres et arts de Lyon recense et conserve, entre autres, les écrits suivants de Rast de Maupas :

### Manuscrits
- Projet d'une pharmacopée de Lyon, 10 décembre 1756
- Observations médicinales [sur les signes diagnostiques des maladies], 23 décembre 1757
- Description d’une manufacture de vitriol bleu, ou de Chypre, 16 juin 1758
- Essai sur l'halotechnie, ou recherches chymiques sur les diverses espèces de sels, 11 septembre et 4 décembre 1759
- Description des parties extérieures de la génération du dénommé Bernard Grand, 27 mars et 3 avril 1759
- Observations anatomico-pratiques I, 9 décembre 1760 et II, 14 décembre 1762, 25 janvier 1763
- De la saignée, 14 et 21 juillet 1761
- Demandes sur la nourriture des enfants depuis leur naissance jusqu'au sevrage, avec les réponses, 21 juin 1768
- Recherches sur les signes auxquels on peut reconnaître qu'un homme a été noyé ou jeté dans l’eau après sa mort, septembre 1773
- Réflexions sur les hôpitaux, 22 mars 1774
- Explication de deux chevaux en terre cuite réunis par un joug qui en lie les crins, 21 février 1775
- Sur les pierres sépulcrales apportées d'Égypte en 1766
- Inscription de deux cippes antiques, 12 septembre et 14 novembre 1775

### Ouvrages imprimés
- Réflexions sur l'inoculation de la petite vérole, & sur les moyens qu'on pourroit employer pour délivrer l'Europe de cette maladie, Lyon : Aimé de la Roche, 1763, in 12, 40 p.
- Avis du Collège des médecins de Lyon, sur l’établissement des cimetières hors de la même ville (commissaires : Rast, Willermoz, Petetin), Lyon : Aimé de la Roche, 1776, 10 p.
- Instruction pour les mères-nourrices (anonyme, avec Collomb), Lyon, 1785, in-12, 24 p.